# Ситиско
Ситиско (укр. Ситисько) — село на Украине, находится в Барановском районе Житомирской области.
Код КОАТУУ — 1820680404. Население по переписи 2001 года составляет 95 человек. Почтовый индекс — 12734. Телефонный код — 4144. Занимает площадь 0,89 км².

## Адрес местного совета
12734, Житомирская область, Барановский р-н, с.Берестовка